# شویفتینگ
شویفتینگ (به آلمانی: Schwifting) یک شهر در آلمان است که در بایرن واقع شده‌است.

## خصوصیات
شویفتینگ ۱۱٫۴۵ کیلومترمربع مساحت دارد ۶۳۱ متر بالاتر از سطح دریا واقع شده‌است.